# Ararat (pel·lícula)
Ararat és una pel·lícula francocanadenca del 2002 dirigida, escrita i protagonitzada per Atom Egoyan, basada en el drama del setge de Van, durant el genocidi armeni.

## Argument
La pel·lícula està basada en la massacre de Van, durant el genocidi armeni. A més d'explorar l'impacte humà d'aquest esdeveniment històric, la pel·lícula també examina la naturalesa de la veritat i la seva representació mitjançant l'art. Ararat inclou actors destacats com Charles Aznavour, Christopher Plummer i David Alpay.

## Repartiment
- Charles Aznavour: Edward Saroyan
- Christopher Plummer: David
- David Alpay: Raffi
- Arsinée Khanjian: Ani
- Eric Bogosian: Rouben
- Marie-Josée Croze: Celia
- Brent Carver: Philip
- Bruce Greenwood: Martin Harcourt
- Elias Koteas: Ali
- Lousnak: Shoushan, mare d'Arshile Gorky
- Simon Abkarian: Arshile Gorky

## Estrena
La pel·lícula va ser projectada fora de competició al Festival de cinema de Canes 2002. Després es fa fer una distribució limitada a alguns països, i va fracassar en venda d'entrades.
L'estrena a Itàlia d'Ararat es va intentar el 24 d'abril de 2003. Tanmateix, va ser inesperadament prohibida per les autoritats italianes un dia abans de l'estrena planejada, perque el distribuïdor de la pel·lícula no havia tingut a temps el certificat de censura requerit. El distribuïdor de la pel·lícula BIM Diztribuzione va declarar que mai s'havien trobat abans amb aquest problema. Hi havia especulació en els mitjans de comunicació que la pel·lícula, de fet, havia estat prohibida a petició de Turquia.

### Rebuda de la crítica
La rebuda de la crítica va ser variada. Ararat va rebre una ràtio del 57% a Rotten Tomatoes i un metascore de 62 ("generalment, ressenyes favorables") en Metacritic.

### Premis
Ararat va guanyar diversos premis. El 2003 el Premi Genie per la millor pel·lícula canadenca, també va ser nominada millor pel·lícula de l'any, i va guanyar premis pel disseny de vestuari i música original; a més a més, Arsinée Khanjian va guanyar el premi a la millor actriu i Elias Koteas al millor actor secundari. Egoyan va guanyar un premi del Sindicat de Guionistes del Canadà (2003). Una versió editada d'Ararat va ser difosa per la televisió turca Kanal Turk.